# Héthárs
Héthárs (szlovákul Lipany, németül Siebenlinden, latinul Septemtiliae) város Szlovákiában, az Eperjesi kerület Kisszebeni járásában.

## Fekvése
Eperjestől 26 km-re északnyugatra, Kisszebentől 12 km-re északnyugatra, a Tarca partján fekszik, a 68-as út mentén.

## Története
Ősrégi település, már a honfoglalás előtt létezett.
Szláv lakossága mellé kunokat, székelyeket, úzokat telepítettek. A tatárjárásban elpusztult, ezután németekkel telepítették be. Első írásos említése „Septem Tyliis” alakban 1312-ből származik, amikor Tarkő várának uradalmához tartozott. 1315-ben „Sybunlendum”, 1352-ben „Hethas” alakban szerepel az írott forrásokban. A 15. században már nemesi községnek számított. 1427-ben 80 portája volt. 1550-ben megváltotta magát földesurától, Tarczay Györgytől. Lakói főként mezőgazdasággal és kézművességgel foglalkoztak. Később királyi kiváltságokat kapott és hetivásárokat tarthatott. 1563-ban vámmentességet kapott. A 16. században főként a kereskedelemnek köszönhetően Sáros vármegye legjelentősebb települései közé fejlődött. A 18. század közepén élte a város virágkorát, lakói 1753-ban szabad költözési jogot kaptak és 6 évre mentesültek az adófizetés alól. A főbb birtokosok a Szirmay és Aspermont családok, később a Dessewffyek voltak. 1787-ben 144 házában 806 lakos élt.
A 18. század végén Vályi András így ír róla: „HÉTHÁRS. Siebenlinden. Mező Város Sáros Várom. földes Ura Szirmay Uraság, lakosai katolikusok, fekszik az északi járásban, kies helyen, ’s az Uraságnak házai ékesítik, Ispotálya is van, réttye kevés, de földgye gabonát bőven termő, legelője, ’s erdeje elég van, Országos Vásárjai is vagynak, piatza helyben, és serháza, vidéki piatzozásától sints meszsze.”
1828-ban 154 háza volt 1167 lakossal. 1849-ben területén csata zajlott a magyar és cári csapatok között.
Fényes Elek 1851-ben kiadott geográfiai szótárában így ír a városról: „Héthárs, (Lipjani, Siebenlinden), tót mv., Sáros vmegyében, a Tarcza mellett, ut. p. Eperjeshez éjszak-nyugotra 3 1/2 mfld: 1121 kath., 65 zsidó lak. Kath. paroch. templomában a Tárcza és a Dessewffy nemzetségnek több emlékjelei látszanak. Földje jó rozsot terem; legelője, erdeje bőven; liszt- és fürész-malmai vannak. F. u. Dessewffy nemzetség, de magát megváltotta.”
1880-ban tűzvész pusztított. A 19. század végére a nagy tűzvészek és a kivándorlási hullám következtében lakosságának száma jelentősen visszaesett és elveszítette korábbi jelentőségét. 1909 és 1924 között járási székhely volt. A trianoni diktátumig Sáros vármegye Héthársi járásának székhelye volt. Lakói földművesek, fazekasok, csizmadiák, szabók, szerszámkészítők voltak.

## Népessége
| Év:            | 1994. | 2004.   | 2014.   | 2024.   |
| -------------- | ----- | ------- | ------- | ------- |
| Emberek száma: | 5800  | 6302    | 6422    | 6450    |
| Eltérés:       |       | +8,65 % | +1,90 % | +0,43 % |

| Év:            | 2023. | 2024.   |
| -------------- | ----- | ------- |
| Emberek száma: | 6451  | 6450    |
| Eltérés:       |       | -0,01 % |

1910-ben 1422-en lakták, ebből 770 szlovák, 454 magyar és 139 német anyanyelvű volt.
2011-ben 6427 lakosából 5381 szlovák és 592 cigány volt.
2021-ben 6480 lakosából 3 (+1) magyar, 6135 (+37) szlovák, 34 (+788) cigány, 21 (+85) ruszin, 39 (+9) egyéb és 248 ismeretlen nemzetiségű volt.

## Neves személyek
- Itt született 1870-ben Neumann Adolf nagykereskedő, kereskedelmi tanácsos, bankigazgató.
- Itt szolgált Clementis Zakariás (17. század – 18. század) evangélikus lelkész, költő.
- Itt szolgált Ignati György (1690 körül – 1752.) ágostai evangélikus lelkész.

## Nevezetességei

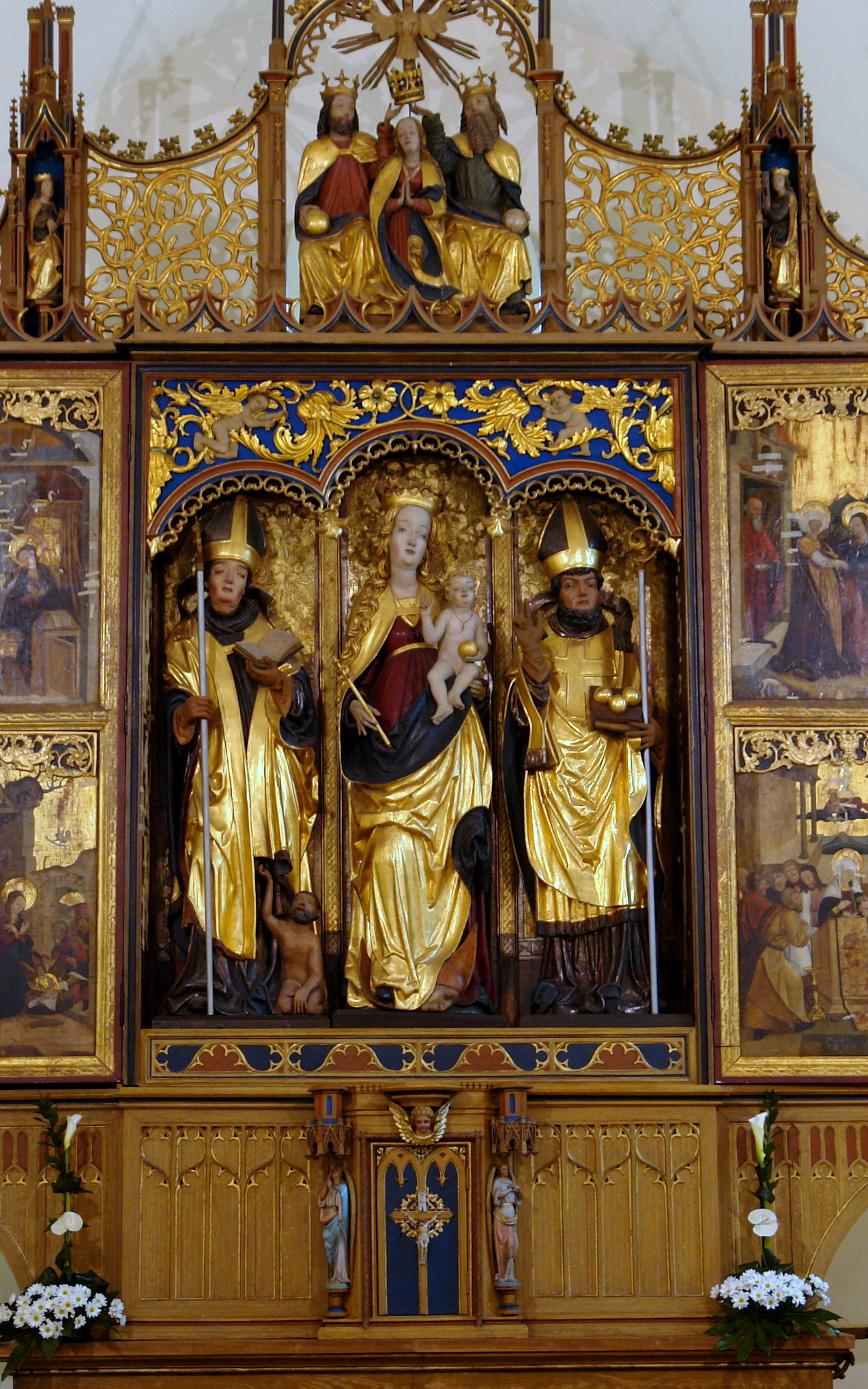

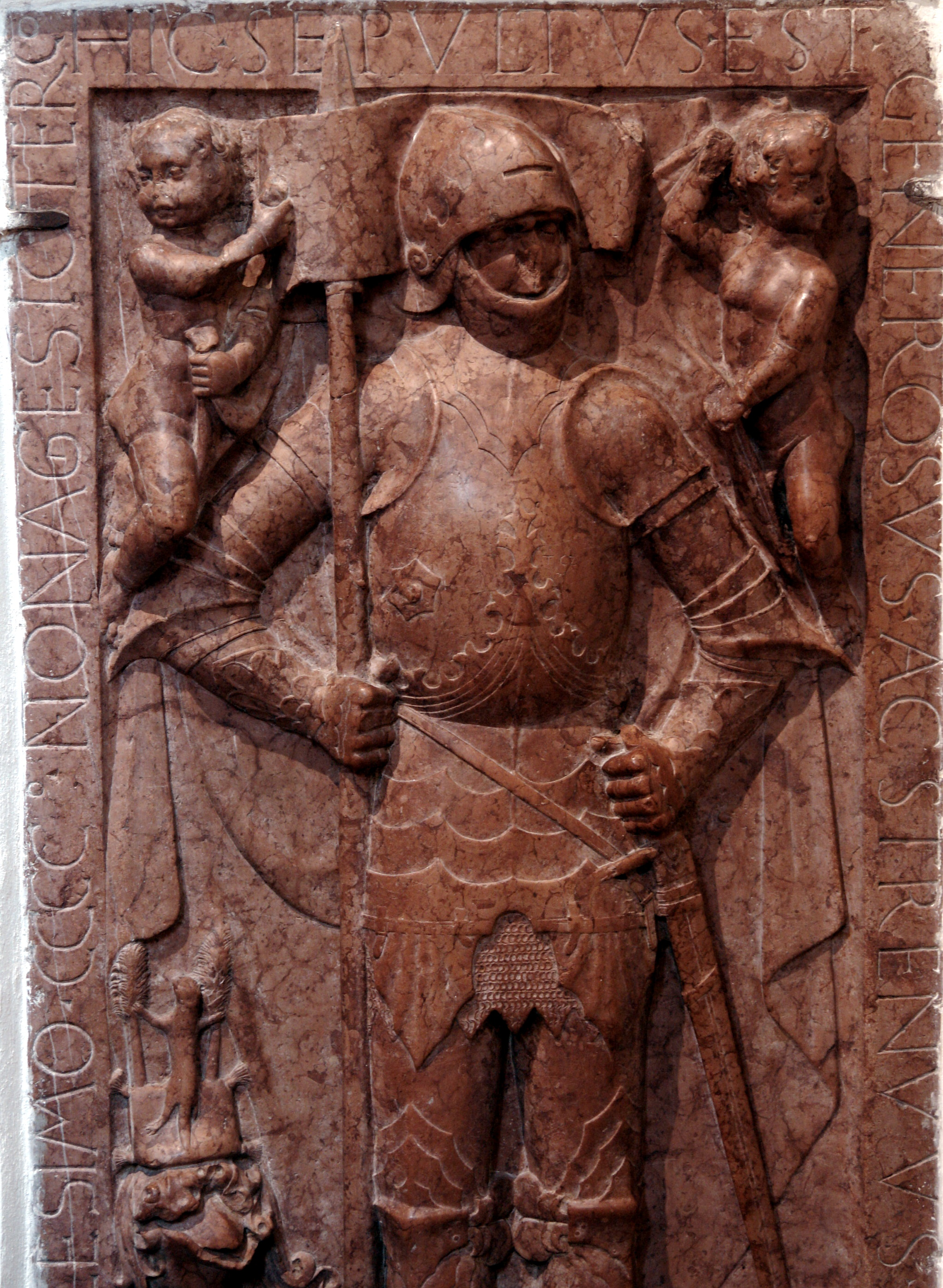

- A város nevezetessége a 14. századi gótikus római katolikus templom, melyet a Tarczayak építtettek és Szent Márton püspök tiszteletére szenteltek. Berendezése eredeti, nagyon értékes. Szűz Mária és Jézus faszobrai 14. századiak. Főoltára részben Lőcsei Pál mester munkája.
- Említésre méltó még Tarczay Tamás alakos sírkőlapja 1493-ból és Dessewffy István alakos síremléke a 17. századból.